# Hanna Suchocka
 (mars 2025).
Si vous disposez d'ouvrages ou d'articles de référence ou si vous connaissez des sites web de qualité traitant du thème abordé ici, merci de compléter l'article en donnant les références utiles à sa vérifiabilité et en les liant à la section « Notes et références ».
En pratique : Quelles sources sont attendues ? Comment ajouter mes sources ?
Hanna Stanisława Suchocka, née le 3 avril 1946 à Pleszew, est une femme d'État polonaise conservatrice et libérale.
Elle est la première femme à occuper le poste de présidente du Conseil des ministres polonais, de 1991 à 1992, avant d'être ministre de la Justice entre 1997 et 2000, puis ambassadrice auprès du Saint-Siège.

## Formation et carrière
En 1968, elle sort de l'université Adam Mickiewicz, à Poznań, avec un diplôme de droit, où elle obtient par la suite un doctorat. Elle travaille ensuite comme professeur à l'université catholique de Lublin et à l'institut des sciences juridiques de l'Académie polonaise des sciences.

## Vie politique

### Sous le régime communiste
Elle adhère au Parti démocratique (SD), formation fantoche maintenue par le régime communiste, en 1968, et devient députée à la Diète douze ans plus tard. En 1982, avec d'autres députés SD, elle vote contre l'interdiction du syndicat libre Solidarność, ce qui amène à son exclusion du parti. Elle continue de siéger, comme députée indépendante, jusqu'à la fin de son mandat, en 1985, puis quitte le Parlement.

### Les débuts de laIIIeRépublique
Elle retrouve un siège à la Diète en 1989, au cours des « élections négociées » entre le pouvoir communiste et l'opposition, sous les couleurs du Comité des citoyens « Solidarność » (KO-S), et soutient l'année suivante la candidature de Tadeusz Mazowiecki à l'élection présidentielle, mais celui-ci termine troisième du premier tour. En 1991, elle adhère à l'Union démocratique (UD) et conserve son mandat lors aux élections législatives. Aux côtés de Tadeusz Mazowiecki notamment, elle représente l'aile chrétienne-démocrate du parti.

### Présidente du Conseil
Le 10 juillet 1992, après avoir été élue par la Diète, le président Lech Wałęsa lui confie la charge de former un nouveau gouvernement, après l'échec de Waldemar Pawlak. Officiellement nommée le lendemain, Hanna Suchocka devient la première femme présidente du Conseil des ministres et prend la tête d'un cabinet constitué par une coalition de sept partis libéraux et conservateurs, et disposant du soutien extérieur de la minorité allemande et des représentants du syndicat Solidarność.
Ce dernier provoque, le 28 mai 1993, un vote de confiance perdu à une voix près par le gouvernement. Alors qu'elle présente sa démission au président Wałęsa, celui-ci la refuse et dissout la Diète. Le gouvernement reste alors en fonction jusqu'au 18 octobre suivant, date à laquelle il est remplacé par une alliance de centre gauche dirigée par Waldemar Pawlak.

### Ministre de la Justice
Ayant adhéré en 1994 à l'Union pour la liberté (UW), formation libérale qui réunit l'UD et le Congrès libéral-démocrate (KLD), elle est nommée ministre de la Justice et procureur général de Pologne le 31 octobre 1997, dans le gouvernement de centre droit du conservateur Jerzy Buzek. Cette nomination provoque alors une polémique parmi certains membres de l'Action électorale Solidarité (AWS) car son gouvernement avait été accusé, en août 1997 par des membres du parti de l'Accord du centre (PC), d'autoriser la surveillance des partis d'opposition. Elle échoue, en 1999, à être élue secrétaire général du Conseil de l'Europe, faute du soutien du groupe des sociaux-démocrates, et démissionne du cabinet le 8 juin 2000, à la suite du retrait de l'UW de l'alliance au pouvoir.

### Ambassadrice
Nommée ambassadrice auprès du Saint-Siège en 2001, elle renonce à se présenter aux élections législatives de septembre. Étant ambassadrice auprès du Saint-Siège, elle peut être nommée ambassadrice auprès de l'ordre souverain militaire et hospitalier de Saint-Jean de Jérusalem, de Rhodes et de Malte. En 2013, elle quitte ses fonctions, avant d'être nommée en mars 2014 membre de la commission pontificale pour la protection des mineurs par le pape François.
Elle appelle au boycott de l'élection présidentielle polonaise de 2020 dans le contexte de la pandémie de coronavirus,.